# Rio Bermejo
Na Argentina também se designa com o nome de Rio Bermejo o curso alto de um rio mais conhecido por Rio Desaguadero.
Bermejo, é também um rio do departamento de Santa Cruz, Bolívia.
O rio Bermejo é um importante curso de água da Bolívia (bacia de 11.896 km²) e da Argentina (111.266 km²), ainda que sua maior parte do curso esteja neste último país. Nasce no cordão montanhoso conhecido como serra de Santa Victoria, nas coordenadas 22° 0' 14" S 64° 57' 30" O no departamento boliviano de Tarija 10 km ao sudoeste de Chaguaya e nas proximidades de La Quiaca (Jujuy).
Curso geral: direção sudeste; em seu trecho mais elevado, seu principal afluente é o Rio Lipeo - afluente em sua margem direita -, seu caudal se incrementa com a confluência do rio Grande de Tarija - que aflui em sua margem esquerda - no local chamado de Juntas del Bermejo ou Juntas de San Antonio. A partir desse ponto o Bermejo é um rio argentino.
Nas redondezas de San Ramón de la Nueva Orán recebe pela margem direita as águas do Rio Iruya, e mais abaixo, nas redondezas de Embarcación e Pichanal recebe pela margem direita a grande contribuição hídrica do rio San Francisco, desde onde se torna navegável por embarcações de porte médio e flui pela região do Chaco formando o limite meridional do Chaco Central.
Quase ao cruzar o Trópico de Capricórnio seu largo leito se divide em dois, o meridional recebe o nome de rio Bermejito (ou Bermejo Antigo) e o setentrional (ao mais abundante) recebe o nome de rio Teuco (ou Novo Bermejo). Ao cruzar o paralelo 24º S, o Teuco sai da Província de Salta e começa a formar o limite entre as províncias de Formosa e de Chaco. O Bermejito corre bastante mais ao sul, integralmente dentro da província de Chaco, com um leito muito mais sinuoso e muitas vezes seco, atravessando quase tangencialmente a região de El Impenetrable, onde em seus arredores se encontram as ruínas das antigas cidades de Concepción de Nuestra Señora del Bermejo, San Bernardo de Vértiz e La Cangayé.
A desembocadura do Teuco produz uma corrente estrepitosa nas águas do rio Paraguai na cidade paraguaia de Pilar.
Navegável para barco de porte médio em épocas de cheia como fevereiro, julho e novembro.
Seu fluxo leva muitos sedimentos de uma coloração avermelhada; daí seu nome em castelhano, e em guarani "Ypitá": água-vermelha; enquanto que em toba "Teuco" significa (o) rio. A presença de tanto sedimento (até 8 kg/m³) faz com que deposite grandes quantidades de terra nas margens formando "albardones" e ocasionalmente diques naturais os quais fazem com que mude seu fluxo, deixando os leitos antigos como depressões alagadas chamadas madrejones.
Apesar da variabilidade de seu fluxo, é considerado potencialmente uma valiosa hidrovia ainda sub-explorada, tendo sido projetada sua canalização (houve tentativas de tal tipo de obra ao final do século XIX).
O Bermejo-Teuco possui uma extensão de 1.450 km e é um dos rios mais importantes da Argentina.